# Сума, Сориба
Сориба Сума (фр. Soriba Soumah; 1946, Конакри — 11 июня 2004, Конакри) — гвинейский футболист, полузащитник. Участник летних Олимпийских игр 1968 года, Кубка африканских наций 1970 и 1974 годов.

## Биография
В 1960-х и 1970-х годах играл за клуб «Хафия», являлся капитаном команды. Вместе с клубом одержал победу в розыгрыше Африканского Кубка чемпионов 1972 года.
В 1968 году главный тренер национальной сборной Гвинеи Наби Камара вызвал Сума на летние Олимпийские игры в Мехико. В своей группе Гвинея заняла последнее четвёртое место, уступив Колумбии, Мексики и Франции. Сориба Сума на турнире сыграл в одном матче.
В 1970 году участвовал на Кубке африканских наций, который проходил в Судане. Сборная Гвинеи заняла предпоследнее третье место в своей группе, обогнав Конго и уступив Гане и Объединённой Арабской Республике. Камара сыграл в двух играх данного турнира и забил два гола в ворота Конго и ОАР.
В 1974 году участвовал на Кубке африканских наций, который проходил в Египте. Сборная Гвинеи заняла предпоследнее третье место в своей группе, обогнав Маврикий и уступив Заиру и Конго. Камара сыграл в трёх играх данного турнира и забил гол в ворота Конго.